# Pi-Ramesse
Pi-Ramesse of Per-Ramesse (Huis van Ramses) is een stad uit de Egyptische oudheid in de Nijldelta. Tegenwoordig wordt het gebied Qantir genoemd.

## Ontdekking
Lange tijd was niet duidelijk waar de stad exact lag, maar de eerste aanwijzingen werden gevonden in gedecoreerde blokken van tempels met de namen van Seti I en Ramses II, ontdekt in 1920. In recentere tijden zijn er Duitse en Oostenrijkse expedities geweest om de locatie te bepalen. Het strekt zich uit tot aan Tell el-Daba of Avaris.

## Historie van de stad
De stad werd gesticht door Seti I en Ramses II in het Nieuwe Rijk. Het bleef een tijd de hoofdstad van Egypte gedeeld met Thebe tussen de 19e en de 20e dynastie.
Tegenwoordig rest er weinig meer dan blokken steen met afbeeldingen erop. Dit komt doordat een aftakking van de Nijl in de 20ste dynastie verdroogde. Alle monumenten en blokken steen zijn na de 20ste dynastie door de koningen van de 21ste dynastie meegenomen naar Tanis.

## Religie en tempels
In de hoofdstad stond een grote tempel voor de zonnegod Re en andere goden als: Amon, Ptah en Seth. De resten van de tempel van Seth zijn geïdentificeerd ten zuiden van de stad. Er stonden ook kleinere tempels voor de Wadjit en Astarte en ongetwijfeld ook andere minder bekende goden.